# Катастрофа L-1649 под Миланом
Катастрофа L-1649 под Миланом — крупная авиационная катастрофа, произошедшая в пятницу 26 июня 1959 года. Авиалайнер Lockheed L-1649A Starliner авиакомпании Trans World Airlines (TWA) выполнял плановый межконтинентальный рейс TW891 по маршруту Афины—Рим—Милан—Париж—Чикаго, но через 5 минут после вылета из Милана рухнул на землю около Ольджате-Олоны. Погибли все находившиеся на его борту 68 человек — 59 пассажиров и 9 членов экипажа (при этом неофициально считается, что погибли 70 человек).
На момент событий это была крупнейшая авиакатастрофа в Италии; также это первая катастрофа с участием Lockheed L-1649.

## Самолёт
Lockheed L-1649A Starliner (регистрационный номер N7313C, серийный 1015) был выпущен в 1957 году. 30 мая того же года был передан авиакомпании Trans World Airlines (TWA), в которой самолёты данной модели были известны как Jetstreams и в которой получил имя Star of the Severn (по другим данным — Star of the Evelyn).

## Экипаж
Состав экипажа рейса TW891 был таким:
- Командир воздушного судна (КВС) — 50-летний Пол С. Град (англ. Paul S. Grade). Родился 13 марта 1909 года в семье немца и американки. В авиакомпанию TWA устроился 5 июня 1940 года (проработал в ней 19 лет), ранее работал в авиакомпаниях Pan American и Inter-Island Airways; 17 июля 1942 года был квалифицирован на командира. В период Второй мировой войны проходил службу в ВВС Армии США. С 1952 года начал выполнять международные рейсы[5].
- Второй пилот — 29-летний Фрэнк У. Эллис (англ. Frank W. Ellis). Родился 7 марта 1930 года. В авиакомпанию TWA устроился 2 мая 1955 года (проработал в ней 4 года и 1 месяц). С 1957 года начал выполнять международные рейсы[6].
- Бортинженер — 39-летний Джон В. Пауэлл (англ. John V. Powell). Родился 14 сентября 1919 года. В авиакомпанию TWA устроился в 1943 году (проработал в ней 16 лет) изначально на должность авиатехника, а в 1948 году был квалифицирован на бортинженера[7].
- Сменный КВС — 43-летний Гарри Л. Стэнтон (англ. Harry L. Stanton). Родился 26 октября 1915 года. Во время Второй мировой войны работал инструктором, в авиакомпанию TWA устроился 6 июля 1945 года (проработал в ней 13 лет и 11 месяцев). 7 июня 1956 года был квалифицирован на командира[8].
- Сменный бортинженер — 41-летний Дональд А. Лике (англ. Donald A. Lueke). Родился 9 января 1918 года. В авиакомпанию TWA устроился 16 февраля 1940 года (проработал в ней 19 лет и 4 месяца). 3 июля 1946 года был квалифицирован на бортинженера и вскоре начал выполнять международные рейсы[9].

В салоне самолёта работали две стюардессы:
- Маргарита Фэй (фр. Marguerite Fay), 27 лет (родилась 25 сентября 1931 года). В TWA с марта 1954 года[10].
- Жаклин Жоссан (фр. Jacqueline Jaussen), 23 года (родилась 15 июня 1936 года). В TWA с 19 мая 1959 года (проработала всего 1 месяц). Состояла во Французском Красном кресте[11].

Также в составе экипажа были:
- Командир воздушного судна (КВС) — 39-летний Джек Дэвис (англ. Jack Davis). Родился 1 января 1920 года. В авиакомпанию TWA устроился в 1942 году (проработал в ней 17 лет), впоследствии был квалифицирован на командира, международные рейсы начал выполнять за несколько месяцев до катастрофы. На рейсе TW891 летел на откидном кресле в кабине пилотов в качестве пассажира[12].
- Флайт-менеджер — 38-летний Эдмонд Мушнино (фр. Edmond Mouchnino). Родился 26 февраля 1921 года. По происхождению алжирец, в период Второй мировой войны отличился во французской армии, где оказался хорошим переводчиком, свободно владея шестью языками. В авиакомпанию TWA устроился в 1950 году (проработал в ней 9 лет)[13].

Все 5 пилотов и находившийся не при исполнении обязанностей КВС Дэвис были гражданами США, а флайт-менеджер и обе стюардессы — гражданами Франции.

## Хронология событий

### Катастрофа
Lockheed L-1649A Starliner борт N7313C выполнял межконтинентальный рейс TW891 из Афин в Чикаго с промежуточными посадками в Риме, Милане и Париже. Собственно начинал этот рейс L-1649A борт N8083H, который в 10:15 вылетел из афинского аэропорта Элиникон и в 12:15 приземлился в римском аэропорту Чампино, где (в соответствии с графиком) произошли смена лайнера (на борт N7313C) и экипажа (КВС Град). Перелёт из Рима в Милан прошёл без отклонений. В 17:20 по местному времени (16:20 GMT), задержавшись с вылетом на 15 минут, рейс 891 вылетел из миланского аэропорта Мальпенса, несмотря на ненастную погоду. На его борту находились 9 членов экипажа и 59 пассажиров.
В 17:32 пилоты доложили о прохождении маяка Саронно на высоте 10 000 футов (3050 метров), а в 17:32:40 — что рассчитывают пройти маяк Бьелла в 17:45. Затем в 17:33 в диспетчерском центре Милан-контроль (аэропорт Линате) метка рейса TW891 исчезла с экрана радиолокатора. По свидетельствам местных жителей, они услышали в небе грохот, а затем увидели, как авиалайнер с яркой вспышкой разрушился на части, и в 17:35 его обломки рухнули на землю около городка Ольджате-Олона в 32 километрах (20 миль) северо-западнее аэропорта Мальпенса. Обломки рейса 891 были разбросаны на значительной площади — хвостовое оперение было обнаружено у текстильной фабрики, все 4 двигателя — между Марнате и Кастеланцой, фюзеляж и стойки шасси — у Ольджате-Олоны на дороге в Марнате, а левая плоскость крыла — в 500 метрах от фюзеляжа. Возникший на месте катастрофы пожар был ликвидирован лишь к 21:00. Все 69 человек на борту самолёта погибли.

### Погибшие
| Гражданство людей на борту | Гражданство людей на борту | Гражданство людей на борту | Гражданство людей на борту |
| Гражданство                | Пассажиры                  | Экипаж                     | Всего                      |
| -------------------------- | -------------------------- | -------------------------- | -------------------------- |
| Великобритания             | 4                          | 0                          | 4                          |
| Германия                   | 1                          | 0                          | 1                          |
| Египет                     | 1                          | 0                          | 1                          |
| Израиль                    | 1                          | 0                          | 1                          |
| Италия                     | 16                         | 0                          | 16                         |
| США                        | 30                         | 6                          | 36                         |
| Франция                    | 4                          | 3                          | 7                          |
| Чили                       | 2                          | 0                          | 2                          |
| Всего                      | 59                         | 9                          | 68                         |

Официально на борту рейса TW891 находились 68 человек — 59 пассажиров и 9 членов экипажа. Однако при разборе обломков был обнаружен 69 погибший — 2-летний мальчик. Была выдвинута версия, что мальчик играл на поляне и его убило обломками, но наиболее вероятно, что это был пассажир Луис Куинтерос-младший (исп. Luis Quinteros, Jr.) — сын чилийского посла в Токио; в пользу этой версии указывает наличие на борту рейса 891 его мамы и сестры, при том что за 2 года до этого (12 октября 1957 года) он уже был записан с ними на рейс Гонолулу—Иокогама. В данном рейсе его, вероятно, не стали указывать для избежания бюрократических процедур. Официально никаких сведений о Луисе Куинтеросе-младшем после 1959 года нет и официально он никогда не умирал.
Ещё одна пассажирка, Мальфиса Бертолуччи (итал. Malfisa Bertolucci), была на последнем месяце беременности и вот-вот должна была родить. В связи с этим, на мемориале жертвам катастрофы в Ольджате-Олоне число погибших указано 70, тем самым посчитав и её нерождённого ребёнка.
Катастрофа рейса TW891 была первой катастрофой с участием самолёта Lockheed L-1649A Starliner и на момент событий была крупнейшей авиакатастрофой в Италии, в настоящее время (2021 год) по числу погибших занимает второе и четвёртое места по данным категориям соответственно. Крупнейшая авиакатастрофа 1959 года.

## Расследование
Расследование причин катастрофы рейса TW891 проводила итальянская комиссия с привлечением американских специалистов. Само расследование значительно осложнялось тем, что на то время бортовые самописцы ещё не применялись, из-за чего расследование строилось лишь на изучении обломков и опросе свидетелей. Как удалось установить из показаний свидетелей, в районе катастрофы была гроза. Тела членов экипажа и пассажиров были обнаружены пристёгнутыми, что также свидетельствовало о неблагоприятных погодных условиях. Изучение обломков показало, что лайнер начал разрушаться в воздухе из-за отделения левой плоскости крыла, которое в свою очередь было вызвано взрывом топливных баков №6 и 7. Время взрыва было установлено по остановившимся часам стюардессы Жаклин Жоссан — 17:33.
Было выдвинуто несколько версий и причин взрыва:
- отказ и пожар двигателей,
- пожар другой природы,
- неисправность в электрической цепи приборов или всей системы управления,
- столкновение в воздухе с посторонним объектом,
- акт саботажа,
- удар молнии.

Изучив версии и учитывая, что ранее по разбившемуся самолёту не было серьёзных замечаний по техническому обслуживанию, комиссия сделала вывод, что взрыв был вызван ударом молнии. Хотя само авиатопливо не может взорваться из-за удара молнии, но зато могут взорваться его пары. Наиболее вероятно, что когда молния ударила в самолёт, она прошла через выходные трубки топливного бака №7, воспламенив скопившийся в них избыток топливных паров, после чего возникший огонь воспламенил пары авиатоплива в баке №6 и это привело к взрыву обоих топливных баков и разрушению левого крыла.